# Liste der Baudenkmale in Straupitz (Spreewald)
Die Liste der Baudenkmale in Straupitz enthält alle Baudenkmale der brandenburgischen Gemeinde Straupitz (Spreewald) und ihrer Ortsteile. Grundlage ist die Landesdenkmalliste mit dem Stand vom 31. Dezember 2020. Die Bodendenkmale sind in der Liste der Bodendenkmale in Straupitz (Spreewald) aufgeführt.

## Allgemein
In den Spalten befinden sich folgende Informationen:
- ID-Nr.: Die Nummer wird vom Brandenburgischen Landesamt für Denkmalpflege vergeben. Ein Link hinter der Nummer führt zum Eintrag über das Denkmal in der Denkmaldatenbank. In dieser Spalte kann sich zusätzlich das Wort Wikidata befinden, der entsprechende Link führt zu Angaben zu diesem Denkmal bei Wikidata.
- Lage: die Adresse des Denkmales und die geographischen Koordinaten. Link zu einem Kartenansichtstool, um Koordinaten zu setzen. In der Kartenansicht sind Denkmale ohne Koordinaten mit einem roten beziehungsweise orangen Marker dargestellt und können in der Karte gesetzt werden. Denkmale ohne Bild sind mit einem blauen bzw. roten Marker gekennzeichnet, Denkmale mit Bild mit einem grünen beziehungsweise orangen Marker.
- Bezeichnung: Bezeichnung in den offiziellen Listen des Brandenburgischen Landesamtes für Denkmalpflege. Ein Link hinter der Bezeichnung führt zum Wikipedia-Artikel über das Denkmal.
- Beschreibung: die Beschreibung des Denkmales
- Bild: ein Bild des Denkmales und gegebenenfalls einen Link zu weiteren Fotos des Baudenkmals im Medienarchiv Wikimedia Commons

## Baudenkmale
| ID-Nr.                           | Lage                                                                      | Bezeichnung | Beschreibung | Bild               |
| -------------------------------- | ------------------------------------------------------------------------- | --- | --- | ------------------ |
| 09140283                         | (Lage)                                                                    | Kirche | Die Dorfkirche Straupitz ist eine evangelische Kirche. Sie wurde nach Plänen des preußischen Architekten Karl Friedrich Schinkel erbaut. Die Kirche bildet zusammen mit dem in der Nähe befindlichen Herrenhaus ein Bauensemble. Die Gebäude und eine ursprünglich südwestlich der Kirche befindliche Parkanlage symbolisierten das Zentrum der Herrschaft Straupitz.                                                                        | weitere Bilder     |
| 09140281                         | Bahnhofstraße 18 (Lage)                                                   | Spreewaldbahnhof | Das Empfangsgebäude wurde 1897 für die Spreewaldbahn gebaut, die am 29. Mai 1898 auf der Teilstrecke den Betrieb aufnahm. Am 4. Januar 1970 hielt der letzte Personenzug am Bahnhof. Das Empfangsgebäude wurde 2003 saniert, ist heute in Privatbesitz und beherbergt ein Café. | weitere Bilder     |
| 09140396                         | Cottbuser Straße 1 (Lage)                                                 | Ehemaliger Gasthof „Zur Linde“ | | weitere Bilder     |
| 09140024                         | Cottbuser Straße 28 (Lage)                                                | Wohn- und Geschäftshaus mit Hofgebäude | Heute befindet sich hier die Gasthaus „Zur Byttna“. Die Byttna ist Teil des Biosphärenreservat Spreewald. | weitere Bilder     |
| 09140983 Teilobjekt zu: 09140024 | Cottbuser Straße 28 (Lage)                                                | Wirtschaftsgebäude | | BW                 |
| 09140476                         | Kirchstraße (Lage)                                                        | Kriegerdenkmal mit Einfriedung | | weitere Bilder     |
| 09140284                         | Kirchstraße 10, 12, 13, 16-23, 23a, 24, 24a, 25, Lübbener Straße 1 (Lage) | Schlossanlage Straupitz, bestehend aus Schloss, Schlossgartengrundstück mit Tor und drei Pfeilern, Schlosspark, Speicher, „Villa“ mit Teilen der Einfriedung und Rest des Gartengrundstücks, Schlosszufahrt mit zwei Obelisken, Lindenreihe zum Schloss, Schlossgärtnerei (früherer Lustgarten) mit Gärtnerhaus, Nebengebäude, Orangerie und Ziergarten mit zwei Sandsteinplastiken und Resten der Einfriedung; Gutshof einschließlich Nutz- und Freiflächen, Brennerei mit Nebengebäude, Turm- bzw. Ökonomiegebäude, Schweinestall, Pferdestall mit Gesindehaus, Toranlage, zwei Teilen der Großen Hofscheune, Kuhstall, Kutscherhaus, Inspektorenhaus und Ziehbrunnen | Das Schloss Straupitz (auch Gutshaus Straupitz) ist ein ehemaliges Herrenhaus. Es dient heute als Schulgebäude einer Gesamtschule. Ursprünglich befand sich hier eine von einem sechs bis acht Meter breiten Wassergraben umgebene Wasserburg. Das heutige Schloss wurde in den Jahren von 1794 bis 1798 unter Karl Willibald von Houwald im Stil des Spätbarock an der Stelle eines hier zuvor befindlichen Renaissanceschlosses errichtet. | weitere Bilder     |
| 09141105 Teilobjekt zu: 09140284 | Kirchstraße 13 ()                                                         | Schloss | | ein Bild hochladen |
| 09141106 Teilobjekt zu: 09140284 | Kirchstraße ()                                                            | Gartenanlage | | ein Bild hochladen |
| 09141107 Teilobjekt zu: 09140284 | Kirchstraße 12 ()                                                         | Speicher | | ein Bild hochladen |
| 09141108 Teilobjekt zu: 09140284 | Kirchstraße ()                                                            | Schlosspark | | ein Bild hochladen |
| 09140708 Teilobjekt zu: 09140284 | Kirchstraße 10 ()                                                         | Villa | | ein Bild hochladen |
| 09140709 Teilobjekt zu: 09140284 | Kirchstraße ()                                                            | Allee | Die Allee verbindet Schloss und Kirche. | ein Bild hochladen |
| 09140710 Teilobjekt zu: 09140284 | Kirchstraße ()                                                            | Obelisk | | ein Bild hochladen |
| 09140711 Teilobjekt zu: 09140284 | Kirchstraße, Lübbener Straße ()                                           | Gärtnerei & Garten | | ein Bild hochladen |
| 09140714 Teilobjekt zu: 09140284 | Lübbener Straße 1 (Lage)                                                  | Orangerie | | BW                 |
| 09140712 Teilobjekt zu: 09140284 | Lübbener Straße 1 ()                                                      | Wohnhaus | | ein Bild hochladen |
| 09140713 Teilobjekt zu: 09140284 | Lübbener Straße 1 ()                                                      | Wirtschaftsgebäude & Schuppen | | ein Bild hochladen |
| 09140718 Teilobjekt zu: 09140284 | Kirchstraße (Lage)                                                        | Gutshof | | BW                 |
| 09141109 Teilobjekt zu: 09140284 | Kirchstraße (Lage)                                                        | Brunnen | | BW                 |
| 09140715 Teilobjekt zu: 09140284 | Kirchstraße 25 (Lage)                                                     | Brennerei | | BW                 |
| 09140716 Teilobjekt zu: 09140284 | Kirchstraße 25 (Lage)                                                     | Stall / Remise | | BW                 |
| 09140717 Teilobjekt zu: 09140284 | Kirchstraße 23, 23a, 24, 24a (Lage)                                       | Wirtschaftsgebäude & Wohnhaus | | BW                 |
| 09140719 Teilobjekt zu: 09140284 | Kirchstraße 22 (Lage)                                                     | Stall / Schweinestall | | BW                 |
| 09140720 Teilobjekt zu: 09140284 | Kirchstraße 20, 21 (Lage)                                                 | Stall / Pferdestall & Wohnhaus | | BW                 |
| 09140721 Teilobjekt zu: 09140284 | Kirchstraße 10, 12, 13, 16-23, 23a, 24, 24a, 25, Lübbener Straße 1 ()     | Scheune | | ein Bild hochladen |
| 09140722 Teilobjekt zu: 09140284 | Kirchstraße 10, 12, 13, 16-23, 23a, 24, 24a, 25, Lübbener Straße 1 ()     | Stall / Kuhstall | Der Stall schließ den Gutshof nach Norden ab. | ein Bild hochladen |
| 09140723 Teilobjekt zu: 09140284 | Kirchstraße 18 (Lage)                                                     | Inspektorenhaus | | BW                 |
| 09140724 Teilobjekt zu: 09140284 | Kirchstraße 17 ()                                                         | Wohnhaus | | ein Bild hochladen |
| 09140461                         | Kirchstraße 5 (Lage)                                                      | Pfarrhof, bestehend aus Pfarrhaus, Stallscheune und Backhaus | | weitere Bilder     |
| 09141253 Teilobjekt zu: 09140461 | Kirchstraße 5 ()                                                          | Stall & Scheune & Remise | | ein Bild hochladen |
| 09141254 Teilobjekt zu: 09140461 | Kirchstraße 5 ()                                                          | Backhaus & Hühnerstall | | ein Bild hochladen |
| 09140280                         | Laasower Straße 9c (Lage)                                                 | Bahnbetriebswerk | | weitere Bilder     |
| 09140282                         | Laasower Straße 11 (Lage)                                                 | Holländer-Windmühle | Die Holländerwindmühle Straupitz wurde 1850 errichtet. Ab etwa 1640 stand an dieser Stelle eine hölzerne Bockwindmühle. 1850 brannte diese ab und wurde im gleichen Jahr noch durch eine gemauerte Holländerwindmühle ersetzt. | weitere Bilder     |
| 09140397                         | Lübbener Straße 58 (Lage)                                                 | Alte Schule | | weitere Bilder     |